# Briyan
Briyan is een bestuurslaag in het regentschap Purworejo van de provincie Midden-Java, Indonesië. Briyan telt 389 inwoners (volkstelling 2010).